# Titanic (revista)
Titanic fue una revista de humor gráfico dirigida por Gin y publicada mensualmente por Ediciones El Jueves entre 1983 y 1984.

## Trayectoria
En junio de 1983, Ediciones El Jueves lanzó al mercado la revista Titanic, con un número titulado Ser gay... es cosa de hombres. La revista desapareció en junio de 1984, con su décimo número, el cual se centraba en El coche. 
La editorial produjo dos retapados con los números 5 a 7 y 8 a 10, respectivamente. A partir de 1986, publicó también una Colección Titanic, que volvió a quedarse en 10 entregas:
- 01 Gin´25 (Gin)
- 02 Voyeur (Horacio Altuna)
- 03 Daspastoras
- 04 Ivanpiire  (Carlos Trillo/Jordi Bernet)
- 05 Max Calzone, un mafioso de cohone (Tabaré/Parissi)
- 06 Ivá: El Libro
- 07 Caricaturas (Vizcarra)
- 08 Esto es lo que hay  (Tom)
- 09 Max Calzone, un mafioso de cohone (Tabaré/Parissi)
- 10 Goomer: En salsa verde  (Ricardo & Nacho)